# Cleora xanthorrhages
Cleora xanthorrhages là một loài bướm đêm trong họ Geometridae.